# Kommando Militärtransportluftfahrt
Das Kommando Militärtransportluftfahrt (russisch Командование военно-транспортной авиации, englisch Command of the Military Transport Aviation) ist ein Großverband der Russische Luftwaffe. Das Kommando ist auf der Specially Designated Nationals and Blocked Persons list der OFAC. Das Kommando hatte im Jahr 2020 einen Bestand von 410 Flugzeugen. Derzeitiger Kommandeur ist Generalleutnant Wladimir Benediktow.